# 小野川 (年寄名跡)
小野川（おのがわ）は、日本相撲協会の年寄名跡のひとつ。大坂相撲から引き継がれてきた由緒ある名跡で、初代・小野川が四股名として名乗っていたものが年寄名（大坂相撲では頭取名）となった。

## 小野川の代々
- 代目の太字は、部屋持ち親方。

| 代目 | 引退時しこ名   | 最高位           | 現役時の所属部屋        | 襲名期間                              | 備考                                 |
| ---- | -------------- | ---------------- | ----------------------- | ------------------------------------- | ------------------------------------ |
| 初代 | 小野川才助     | 前15（大阪）     | 藤嶋部屋（大阪）        | 1769年7月-1801年8月（死去）           |                                      |
| 2代  | ?              | ---              | ---                     | 1803年7月-1805年5月（廃業）           |                                      |
| 3代  | ?              | ---              | ---                     | 1805年5月-1807年5月（死去）           |                                      |
| 4代  | 一ノ濱喜三太   | 前12（大阪）     | 小野川部屋（大阪）      | 1807年7月-1815年9月（隠居）           |                                      |
| 5代  | 楠岩五郎       | 小結（大阪）     | 小野川部屋（大阪）      | 1829年9月-1833年1月（死去）           |                                      |
| 6代  | 有馬山龍右エ門 | 大関             | 小野川-境川-勝ノ浦部屋  | 1833年7月-1835年2月（死去）           |                                      |
| 7代  | 鼓ヶ滝調右衛門 | 下9              | 小野川-勝ノ浦部屋       | 1836年8月-1845年7月（隠居）           |                                      |
| 8代  | 八陣秀五郎     | 中相撲7 （大阪） | 小野川部屋（大阪）      | 1846年8月-1867年6月（死去）           |                                      |
| 9代  | 住ノ江濱五郎   | 前6（大阪）      | 小野川部屋（大阪）      | 1868年6月-1875年8月（死去）           |                                      |
| 10代 | 八陣信藏       | 横綱（大阪）     | 小野川部屋（大阪）      | 1875年9月-1899年6月（隠居）           |                                      |
| 11代 | 八陣政五郎     | 大関（大阪）     | 小野川部屋（大阪）      | 1900年6月-1901年6月                   |                                      |
| 12代 | 八陣調五郎     | 横綱（大阪）     | 小野川部屋（大阪）      | 1901年6月-1921年6月（廃業）           |                                      |
| 13代 | 加古川辰藏     | 大関（大阪）     | 小野川部屋（大阪）      | 1921年6月-1942年1月（廃業）           |                                      |
| 14代 | 小野錦仁之助   | 前11             | 小野川-陣幕部屋         | 1942年1月-1945年6月（廃業）           |                                      |
| 15代 | 錦華山大五郎   | 前2              | 小野川-陣幕 -小野川部屋 | 1947年6月-1965年8月（停年(定年)退職） |                                      |
| 16代 | 海乃山勇       | 関脇             | 小野川-出羽海部屋       | 1970年1月-1971年9月（廃業）           |                                      |
| 17代 | 吉王山修       | 前2              | 三保ヶ関部屋            | 1976年1月-1977年1月（廃業）           | 借株                                 |
| 18代 | 増位山太志郎   | 大関             | 三保ヶ関部屋            | 1981年3月-1984年11月                  | 10代三保ヶ関に名跡変更               |
| 19代 | 播竜山孝晴     | 小結             | 三保ヶ関部屋            | 1984年11月-1987年1月                  | 借株 12代待乳山に名跡変更            |
| 20代 | 若獅子茂憲     | 小結             | 二子山部屋              | 1987年1月-1987年9月                   | 借株 17代千賀ノ浦に名跡変更          |
| 21代 | 蜂矢敏行       | 前6              | 春日野部屋              | 1987年9月-2001年1月（死去）           | 借株                                 |
| 22代 | 巌雄謙治       | 前1              | 北の湖部屋              | 2001年12月-2006年12月                 | 借株 20代山響に名跡変更              |
| 23代 | 敷島勝盛       | 前1              | 立田川-陸奥部屋         | 2007年5月-2009年3月                   | 借株 11代谷川に名跡変更              |
| 24代 | 潮丸元康       | 前10             | 東関部屋                | 2009年5月-2009年6月                   | 借株 13代東関に名跡変更              |
| 25代 | 燁司大         | 前11             | 入間川部屋              | 2009年7月-2010年3月                   | 借株 18代千田川に名跡変更            |
| 26代 | 北桜英敏       | 前9              | 北の湖部屋              | 2010年3月-2013年1月                   | 借株 10代式秀に名跡変更              |
| 27代 | 武州山隆士     | 前3              | 武蔵川-藤島部屋         | 2013年1月-2016年1月                   | 借株→一時的襲名 12代清見潟に名跡変更 |
| 28代 | 大道健二       | 前8              | 阿武松部屋              | 2016年1月-2018年1月                   | 一時的襲名 21代音羽山に名跡変更      |
| 29代 | 北太樹明義     | 前2              | 北の湖-山響部屋         | 2018年1月-                            |                                      |